# (194) Procne
(194) Procne es un asteroide que forma parte del cinturón de asteroides y fue descubierto el 21 de marzo de 1879 por Christian Heinrich Friedrich Peters desde el observatorio Litchfield de Clinton, Estados Unidos.
Está nombrado por Procne, un personaje de la mitología griega.

## Características orbitales
Procne está situado a una distancia media del Sol de 2,615 ua, pudiendo alejarse hasta 3,237 ua. Su inclinación orbital es 18,51° y la excentricidad 0,2379. Emplea en completar una órbita alrededor del Sol 1545 días.